# Emil Cioran

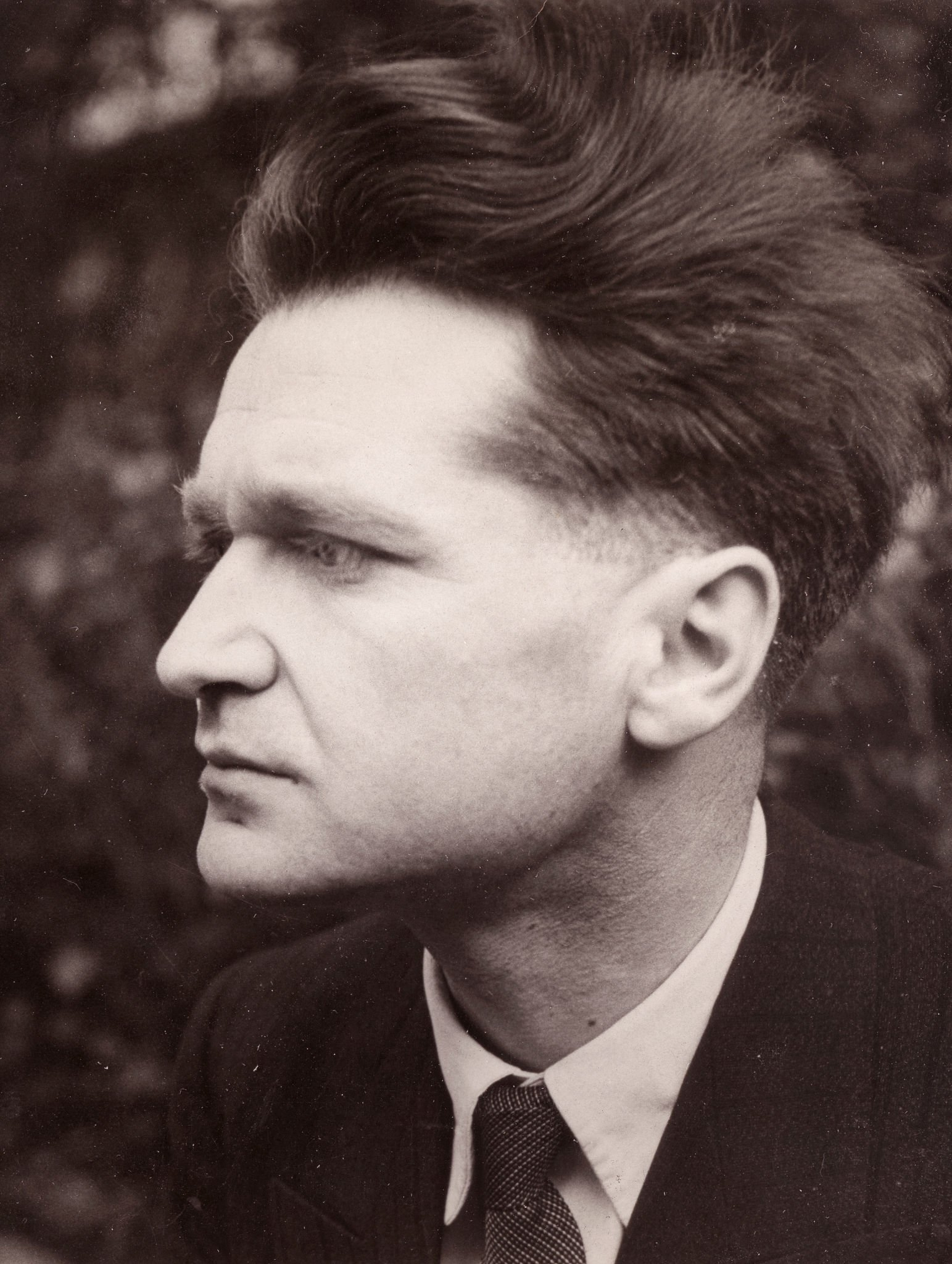
Emil Cioran

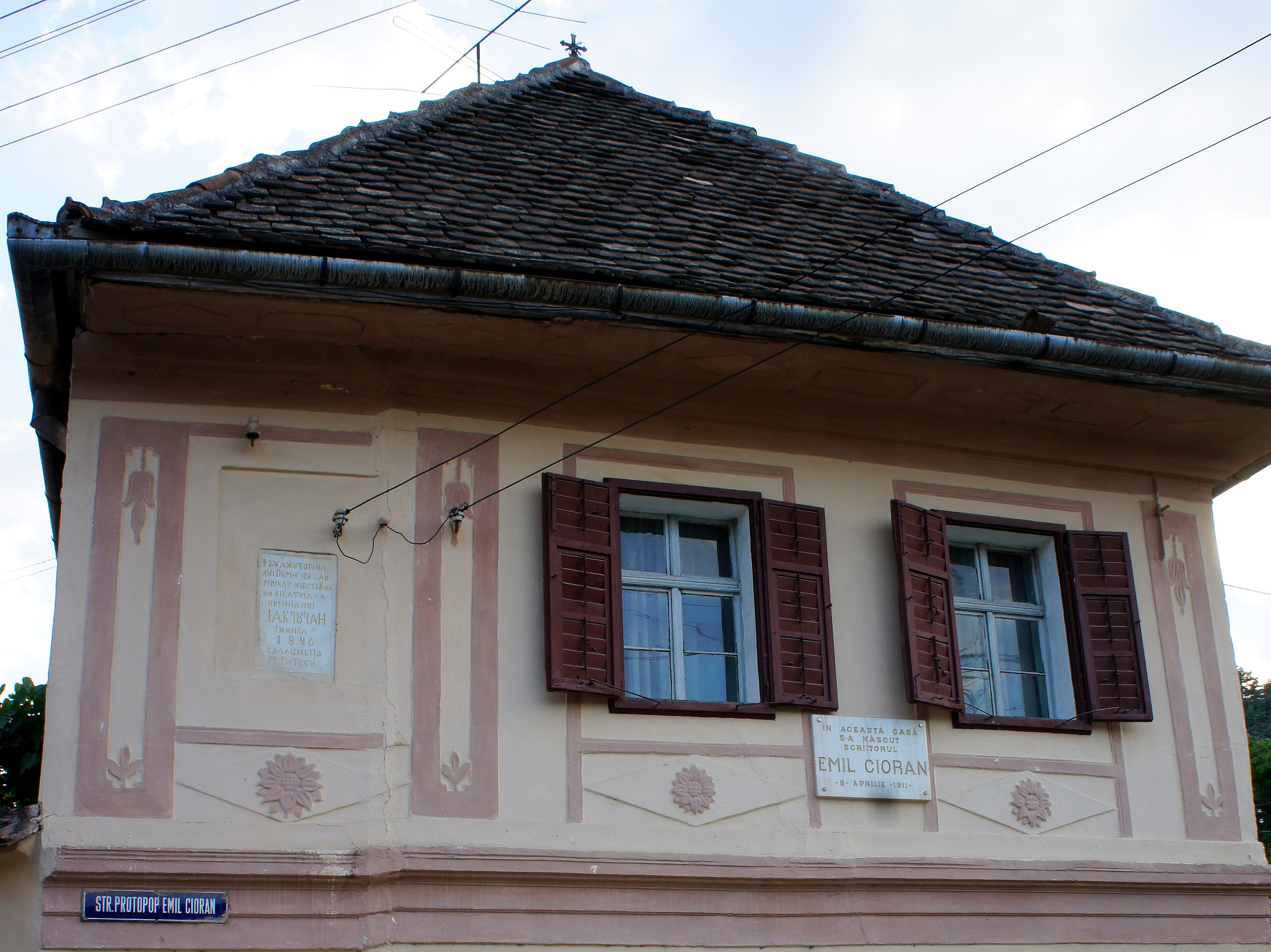
Geboortehuis van Emil Cioran in Răşinari

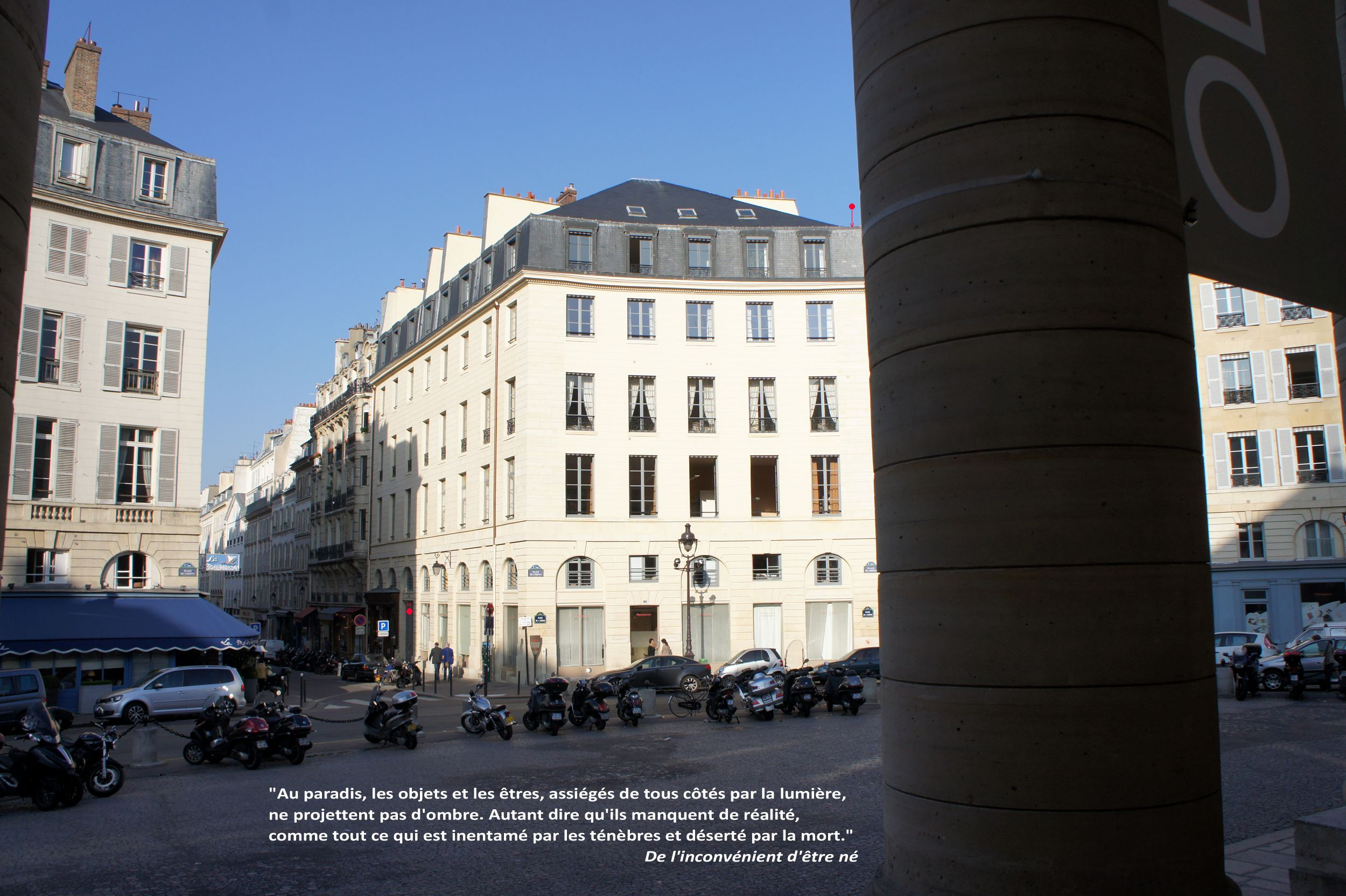
21 rue de l'Odéon

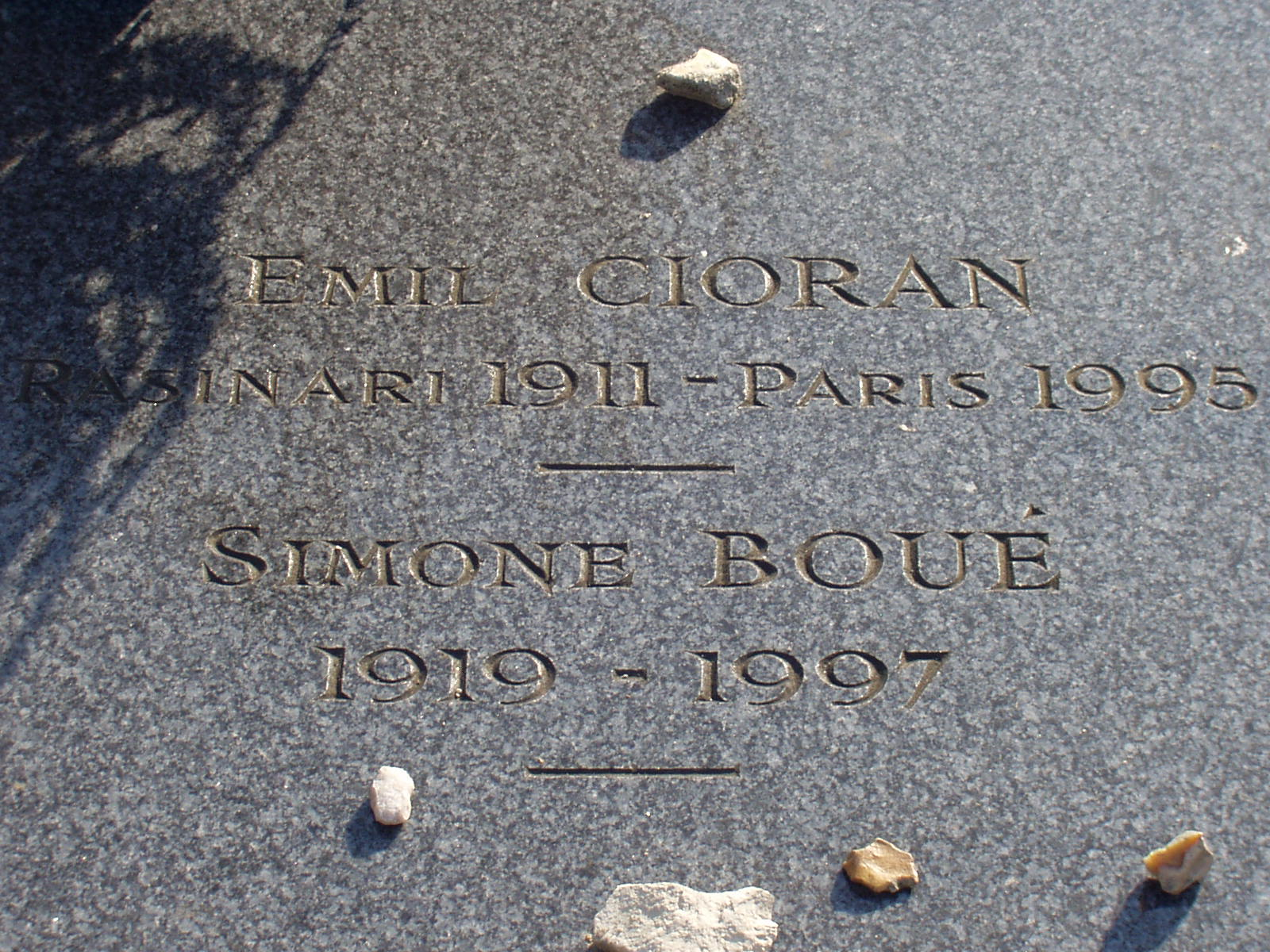
Graf van Cioran op begraafplaats Montparnasse

Emil Mihai Cioran (Rășinari, 8 april 1911 – Parijs, 20 juni 1995) was een Roemeens-Frans filosoof, die verschillende werken publiceerde in het Roemeens en Frans. In de schaduw van het existentialisme werkte hij zijn eigen denken uit, dat 'existentieel pessimistisch' genoemd kan worden. Zijn werk staat bekend om zijn doordringend filosofische pessimisme met thema's zoals futiliteit, temporaliteit, antinatalisme, ironie en zelfmoord.

## Biografie

### Roemenië
Cioran werd geboren in Resinár, een afgelegen dorpje in het centrum van hedendaags Roemenië. Zijn vader was een orthodoxe priester en zijn moeder het hoofd van een christelijke vrouwenorganisatie, wat verwonderlijk is gezien Ciorans latere radicale verwerping van de gehele theologie. Toen hij oud genoeg was, ging hij wijsbegeerte studeren aan de universiteit van Boekarest, waar hij enkele vrienden maakte die later ook een academische bekendheid verwierven, waaronder Mircea Eliade. Ook een van zijn professoren daar, Nae Ionescu (1890-1940), zou een diepe indruk nalaten op het denken van Cioran. De professor improviseerde zijn lessen, plagieerde constant en kwam soms zelfs geheel niet opdagen voor zijn lessen, omdat hij naar eigen zeggen niets te vertellen had. Hoewel hij een klein genie was - die trouwens consistent iets weigerde op te schrijven van zijn eigen denken -, was zijn luiheid ongeëvenaard.
Op de jonge leeftijd van drieëntwintig schreef Cioran zijn eerste boek, Pe culmile disperării (on the heights of despair) 25, in een paar weken ten gevolge van een vreselijke insomnia die hem heel zijn verder leven alsook zijn filosofie sterk zou beïnvloeden. Hij beweert dat hij de duisterheid van insomnia nodig had om tot zijn macabere filosofie te komen. In zijn werk A short history of decay geeft hij toe dat hij zich in de slapeloze nachten keerde tot filosofie, hoewel deze geen redding bood van de duisternis. Elders in zijn werk On the heights of despair vergelijkt hij zijn slapeloze conditie met de vergetelheid; een bijna oneindig verlies dat men niet beschrijven kan. Desondanks geeft het hem de inzichten die hij nodig heeft over de mens.
Cioran komt al snel tot de constatatie dat alles een gefaald project is. Dit thema van falen houdt hem in zijn leven sterk bezig. Hij ziet dit falen niet alleen op de grote schaal van het universum, maar ook op nationaal en individueel niveau. Wanneer hij aan de universiteit van Boekarest studeert, maakt hij kennis met een culturele vaardigheid die volgens hem eigen is aan de Roemenen, namelijk; de kunst van het niets doen. Cioran stond perplex van de manier waarop elke Roemeen, hoe intellectueel dan ook, een bijzonder talent had om tijd te verspillen. Die fascinatie voor nietsnutten is een voorkeur die Cioran zijn hele leven meeneemt. Hij zal nietsnutten zijn hele leven lang tot de interessantste mensen kronen. Hij ontdekt al snel dat zijn hele geboorteland een syndicaat is van falen. Zelfs in de Roemeense taal schuilen er abnormaal veel woorden en uitdrukkingen om het falen uit te drukken. Een van de uitdrukkingen die Cioran koesterde was na fost să fie, wat zoveel betekent als ‘het had niet mogen zijn’. Hij wilde graag in zijn leven een boek schrijven over het falen voor het Roemeense volk.  Ondanks zijn fascinatie voor het falen roept dit bij Cioran ook het tegenovergestelde op; een haat jegens zijn volk. Hij zal heel zijn leven terugblikken op Roemenië als vloek in zijn leven. In The tempation to exist schrijft hij zelfs dat hij het een schande vindt van hen af te stammen en hoopt op een uitroeiing van het Roemeense volk.
In 1933, een jaar voor zijn eerste boek, zou hij aan de Friedrich Wilhelm universiteit van Berlijn gaan studeren. Hier ontdekte hij het Duitse regime dat reeds kenmerken toonde van wat even later het nazitijdperk zou worden. Wat Cioran miste bij zijn eigen Roemeense volk, was in Duitsland in overvloed aanwezig. Het regime onder leiding van Adolf Hitler roerde door heel Duitsland en bracht het volk samen met een duidelijke historische missie. Voor Cioran, die het falen van zijn eigen volk verwerpelijk vond, school er een belofte van grootsheid in het verschiet voor Duitsland. 
Tegen de tijd dat hij in Duitsland studeerde had hij met zijn ijzeren pen al reeds bekendheid verworven met zijn Roemeense brieven. Hij schreef wekelijks voor het tijdschrift Vremea, die van hem een verslag verlangden van het Duitse politieke stelsel. In zijn verslagen voor deze Roemeense krant schrijft hij onbeschaamd over zijn fascinatie voor Hitler en het naziregime. Zijn fascinatie voor het Duitse volk vergroot zijn ongenoegen over zijn eigen geboorteland. In een brief naar zijn vriend Petru Comarnescu schrijft hij in 1933 dat iedereen in Roemenië tot moes zou moeten geslagen worden, opdat ze eindelijk zouden leren hoe de geschiedenisboeken te halen. Wanneer hij terugkeert naar Roemenië schrijft hij in 1936 een boek over de transfiguratie van Roemenië (Schimbarea la faţă a României). Hierin beschrijft hij de “kleinburgerlijke” cultuur van Roemenië en hoe het voor hem een tweederangs land was. Hij beschrijft hoe het land zich doorheen de geschiedenis had geslapen met zijn middelmatigheid. Voor de rest van zijn leven zal hij zich tegen zijn komaf verzetten en zich van die achtergrond vervreemden door zichzelf als banneling te beschouwen.
Cioran zou ook niet de filosoof zijn die hij is moest hij er tegelijkertijd ook niet een contradictorische idee op na houden. Tegenover zijn afkeer van het land kaart hij aan hoe hij grote dromen voor het land heeft. Hij predikt over een groeiende populatie zoals China of Frankrijk die moeten wakker geschud worden en een duwtje in de rug moeten gegeven worden om de geschiedenisboeken alsnog te halen. Hij wenst een land van macht en kracht.Een paar jaar later leek het alsof Ciorans droom in vervulling was gegaan: Roemenië’s eigen fascistische beweging werd uit de grond gestampt. De gewelddadige, antisemitische beweging, genaamd ‘de IJzeren Garde’ werd geleid door “kapitein” Corneliu Zelea Codreanu en was antidemocratisch, antikapitalistisch, en anticommunistisch.  Zowel de kapitein als de gehele IJzeren Garde waren ontzettend gewelddadig en verjaagden en vermoordden zo veel mogelijk Joden als ze konden. Tegen de tijd dat de beweging meer bekendheid verwierf -en bijgevolg gewelddadiger op grote schaal werden- had Cioran zijn baan als leerkracht in het middelbaar onderwijs opgezegd (wat overigens ook zijn laatste poging was om een voltijdse job uit te oefenen) en vertrok in 1937 naar Frankrijk om afgezien van een korte reis rond 1940, nooit meer naar Roemenië terug te keren.

### Frankrijk
Het was tijdens zijn tijd in Frankrijk, wanneer het antisemitisch geweld een nog nooit geziene omvang kende, dat Ciorans verheerlijking van zo’n regime (nazi-Duitsland en IJzeren Garde) afnam en uiteindelijk omsloeg in afgrijzen. De omvang van de oorlog en Jodenvervolging, waar sommige van zijn Joodse vrienden het levenseinde te kennen kregen, schudde hem wakker van de droom van grootsheid die hij voor Roemenië voor ogen had. Zijn latere werk hoeven we niet te lezen als en boetedoening voor zijn jonge, naïeve fascinatie van de IJzeren Garde, maar men kan er moeilijk om heen dat zijn schaamte omtrent de eerdere verheerlijking ervan en zijn politieke hoop voor de wereld, diepe groeven achterliet in de rest van zijn filosofie. Hij trok zich meer terug in zichzelf en had na zo’n bloedbad minder tot geen hoop meer voor de wereld. De geschiedenisboeken betekenden niets meer voor hem en de wereld had hem teleurgesteld. 
Wanneer hij besluit permanent in Frankrijk te verblijven laat hij, met zijn Roemeense achtergrond, ook zijn jongere zelf achter. In de rest van zijn leven komt hij -met grootse schaamte- sporadisch nog eens terug op ‘die jongere jaren’ van naïeve politieke fascinatie. Zijn verhuis naar Frankrijk - dat volgens hem zijn meest intelligente beslissing was - kenmerkte de geboorte van een nieuwe Cioran. Hij gaf zichzelf een nieuwe naam: E. M. Cioran, die niet eens verwees naar zijn geboortenaam (Emil Mihai) maar die hij leent van de schrijver E.M. Forster. Hij tracht de Franse taal onder de knie te krijgen en spreekt en schrijft nog maar exclusief in het Frans. Hierover schrijft hij dat schrijven in het Frans een van de moeilijkste ervaringen was die hij ooit had ondergaan.
Technisch gezien was Cioran in Parijs om te studeren en een doctoraatsthesis te schrijven aan de Sorbonne met een beurs die hij van de universiteit van Boekarest had gekregen, maar zelf wist hij dat hij die nooit ging schrijven. Hij aspireerde te leven als parasiet. Zijn studentenkaart van de Sorbonne hielp hem in Parijs om geen job te moeten zoeken en te kunnen eten in goedkope studentenrestaurants.
Rond de tijd dat hij al enkele jaren als student in Parijs woonde ontmoette hij Simone Boué, een vrouw die voor de rest van zijn leven zijn partner zou worden. Hij verhuisde met haar naar Sint-Germain in Parijs in een ontzettend bouwvallig, brak appartement. Ondanks zijn gebrek aan financiële zekerheid was die tijd voor Cioran een ‘wereldse’ periode in zijn leven omdat hij vele andere schrijvers en filosofen leerde kennen. Een deel van die filosofen waren de Franse moralisten waaronder, Camus, Sartre en De Beauvoir die samendrongen in het ‘Café del Flore’ in hetzelfde kanton als Ciorans woonst. Ondanks de luidkelige eulogieën van Camus of Sartre over de condities van het bestaan, zat Cioran in een donker hoekje stilzwijgend mee te luisteren. Hij bewoog alleen wanneer de Beauvoir een sigaret tussen haar lippen stak om haar te voorzien van een vuurtje.
Luisterend naar de sprekers werkte hij in stilte zijn eigen macabere, pessimistische versie van de conditie van de mens uit. Toen hij dit denkwerk op papier had gezet, liet hij het manuscript lezen aan Camus, die de vernederende opmerking maakte dat het een goede aanzet was maar dat hij (Cioran) het stadium van de grote ideeën nog moest bereiken. In een interview is te zien hoe een oudere Cioran die over deze gebeurtenis vertelt, terwijl hij ironisch lacht met Camus’ uitspraak en vervolgens Camus zijn filosofie met de grond gelijk maakt en hem beschrijft als ‘middelmatig’.
Toen dit manuscript gedrukt werd in de vorm van een boek was dit een kleine sensatie en bracht hem uit de schaduwen van de andere grote denkers waarmee hij zijn dagen spendeerde. Het boek werd zelfs bekroond met een prijs die Cioran -net als alle andere prijzen die zijn werk hem nog zouden opleveren- afwees.
Wanneer dan, tegen zijn veertigste, een wet werd ingevoerd dat men niet meer mocht studeren na de leeftijd van zevenentwintig, was het gedaan met zijn leven als student.
In het leven dat volgde was het Ciorans grootste missie om niet vast te hangen aan een job. Hierdoor gingen jaren voorbij waarin Cioran hier en daar een handje bijsteekt tegen betaling, zijn vrienden die hem af en toe iets toestopten en de gastvrijheid en vriendelijkheid van vreemden. Hij bevriende iedereen waarmee hij de kans op een gratis maaltijd zag. Meer nog: Cioran, die het bestaan van God al lang had afgezworen en er zijn laarzen mee poetste, ging geregeld langs bij de Roemeens Orthodoxe kerk in Parijs voor gratis maaltijdgelegenheden.
Hij deed alles om de eindjes aan elkaar te kunnen knopen, buiten een job zoeken. Voor hem zou een permanente job hebben de grootste mislukking zijn in zijn leven. Voor hem schuilt hierachter de idee dat hij zijn vrijheid wou bewaren, en die niet wou afgeven aan de verplichtingen en verantwoordelijkheden die gepaard gaan met het behouden van een job. In een interview stelt een oudere Cioran over de herinnering aan dit tijdperk dat hij het merendeel van de tijd niets deed. Daar voegt hij aan toe dat de enige die volgens hem minder deed een sekswerker zonder klanten was. De drang zijn leven in te richten volgens dit idee van mislukking was een praktische uitoefening van zijn pessimistisch gedachte dat het leven een mislukt project is, en men ook niet hoeft te proberen iets anders te zijn dan dat.
In zijn latere leven, wanneer Cioran ouder wordt, lijkt hij toleranter te worden naar andermans falen en dwaasheden. 
In de laatste jaren van zijn leven zakt Cioran geleidelijk verder in de vergetelheid van Alzheimer. Deze aandoening wordt zo erg dat hij wordt opgenomen in het Broca ziekenhuis in Parijs. Cioran, die schrik had om zo te eindigen: een vreemde voor zichzelf, had gepland om met zijn partner, Simone Boué, zelfmoord te plegen. Maar net als zijn leven een trotse mislukking was, sloeg zijn eigen verlangen hem recht in het gezicht met een mislukte zelfmoord. Zijn leven lang ambieert hij te falen, en ook in het gezicht van de dood faalt hij. In de jaren die volgen verdwijnt de pessimistische - doch levenslustige - Cioran en maakt plaats voor een schim van zichzelf. Hij vergeet langzaam zijn weg door Parijs, dat hij daarvoor als zijn broekzak kende, verliest zijn herinneringen en humor. Uiteindelijk verliest hij ook -ironisch genoeg als bekende schrijver- zijn taal. Op het einde was er van de eerdere Cioran geen sprake meer en stelt hij op een van zijn laatste heldere momenten dat dit, de ziekte, de grootste, ultieme mislukkingen was. En zo komt er een einde aan de zelfverklaarde nietsnut die het universum verloste van zijn teisteringen.
Cioran werd beïnvloed door de Duitse romantici, Arthur Schopenhauer, Friedrich Nietzsche en de levensfilosofie (Friedrich von Schelling, Henri Bergson), maar ook door de Russen Lev Sjestov, Vasili Rozanov en Fjodor Dostojevski en de Roemeense dichter Mihai Eminescu. Zo komt het dat zijn stijl lyrisch en extravert is en zijn overpeinzingen meestal abstract zijn. Dood, wanhoop, eenzaamheid, geschiedenis, muziek, heiligheid en mystiek zijn vaak terugkerende thema's in zijn Franse werk.

## Schrijfstijl
Wanneer het op structuur aankomt is Ciorans filosofie pure entropie. Eerder dan logisch gestructureerde fundamenten op te maken waarop de rest van zijn filosofie zich op zou kunnen baseren, hanteert Cioran een versnipperende, paradoxale, fragmentarische stijl. Cioran wil zich hiermee positioneren tegenover het filosofisch systeemdenken (zoals Freud, Marx of Comte) waardoor hij te plaatsen valt in de traditie van Nietzsche en Kierkegaard: filosofen die een meer lyrische, persoonlijke en anti-structurele filosofie willen. Cioran hoopt hierdoor meer credibel te zijn door zich te baseren op de passies van de mens, en niet langer enkel op basis van de rationaliteit, die volgens hen geen betekenis op zichzelf heeft. Ciorans filosofie (maar ook die van Nietzsche en Kierkegaard) wordt een gedachte van het persoonlijk denken en beleven. 
Cioran doet dit door niet over de wereld te schrijven maar door zijn eigen ervaringen met de wereld te benoemen, op die manier dat de lezer niet moet begrijpen maar herkennen. Volgens hem hebben zijn voorgangers dit niet begrepen en hebben ze al heel lang niets meer te vertellen doordat ze niet in de menselijke ziel staren. Cioran vindt het interessanter om over het innerlijk leven te schrijven zonder de intentie te hebben het te objectiveren. Hij gaat zelfs verder hiermee door te stellen dat de meeste subjectieve ervaring de meest universele is, want door deze bereikt men de originele essentie van het leven.Hiermee wil hij geen destructie van de filosofische waarheden promoten, louter een destructie van de hiërarchie erin. Voor Cioran hebben alle gedachten en gevoelens een gelijke waarde; allemaal even gelijk en even nutteloos. 
Cioran wil even paradoxaal schrijven als het gevoelsleven is. Dit komt dan ook sterk terug in zijn werk, waar de ene zin onbeschaamd de andere volledig tegenspreekt. Het gebrek aan logische, uniforme structuur vergroot net de intentie van de inhoud van zijn werk. Volgens hem moet je, om in de absurditeit en irrationaliteit van de wereld te geloven, dit gedachtegoed ook reflecteren in schrijfsels, maar ook in het leven zelf. Het gevolg is dat men Ciorans filosofie niet hoeft te begrijpen om wel een gevoel van troost te vinden in zijn schrijfsels. Voor hem is het net als muziek: het biedt geen oplossing, maar wel een manier om de mens te consoleren. Hij kaart zijn gevoel in de wereld aan, dat op meerdere momenten meer dan herkenbaar is. Hij toont zichzelf als een voelend mens die even verward is als de rest van ons. Hierdoor is zijn filosofie niet enkel rationeel te begrijpen maar ook af te leiden uit de manier waarop hij beschrijft met de wereld om te gaan; hoe hij leeft en met het leven omgaat. In betekenissen en banvloeken schrijft hij bijvoorbeeld een anekdote van een moment dat hem in zijn gevoelens raakt. Hij schrijft:
“Wat wil die voorbijganger? Waarom leeft hij? En dat kind, en zijn moeder, en dat oudje? Niemand vond tijdens die vervloekte wandeling genade in mijn ogen. Ten slotte stapte ik een slagerij binnen, waar zoiets als een half rund hing. Bij die aanblik ben ik bijna in tranen gebarsten.”
Het schrijven is op vele momenten Ciorans redding geweest van zijn insomnia. Het is voor hem een manier om met de wereld om te gaan: hij stelt dat alles wat men uitdrukt meer tolereerbaar wordt. Hiermee bedoelt hij de ervaring met het lege, mislukte universum en de onmogelijkheid intrinsieke betekenis te vinden. Hij poneert dat elk boek dat hij schreef voor hem een uitgestelde zelfmoord was. Naast dat het een manier is voor om te gaan met de staat van de wereld is het volgens Cioran zo dat woorden het contact zijn tussen de mensen. Het is voor hem een manier om zich als mens met de andere mensen verbonden te blijven voelen.
Daarnaast neemt hij aan dat vele mensen die schrijven dit doen omdat ze denken dat ze hiermee de tijd overwinnen (i.e. hun eigen dood), dat het werk de eeuwen zal overleven. Moest een boek even lang meegaan als de schrijver dan zou niemand nog schrijven. Schrijven is de hoop de eigen dood te overwinnen; een nalatenschap creëren dat een vals gevoel van significantie oproept. Hij schrijft hij dat het niet gaat over het leren omgaan met de wereld, maar dat mensen schrijven uit verveling of de angst voor verveling. 
Ondanks de zwaarte die Cioran aan deze persoonlijke taak van het schrijven hangt wordt hij van buitenaf beschouwd als een van de beste Franse schrijvers, ondanks dat het Frans niet eens zijn moedertaal was. Hij is een essayist en noemt zichzelf dan ook “un homme de fragment”. Wanneer een jonge filosoof aan hem vraagt waarom hij in fragmenten schreef, is zijn antwoord:
“Uit luiheid, uit lichtzinnigheid, uit weerzin, maar ook om andere redenen...” - en omdat ik er geen vinden kon, gaf ik me over aan oeverloze verklaringen die hem serieus toeschenen en uiteindelijk wisten te overtuigen.
Zijn fragmentarische stijl wordt aangevuld door zijn gebruik van aforismen, die nog net iets korter zijn dan de fragmenten. Een aforisme is een beknopte uitspraak die vaak -maar zeker niet altijd- slechts één zin lang is. Deze uitspraken kenmerken zich door een paradoxaal of absurd karakter. Ciorans bedoeling met zulke aforismen is de lezer aan te steken zelf op onderzoek uit te gaan, om zelf te interpreteren welke wijsheid er gevonden kan worden in zo’n aforismen. Een aforisme is niet meer dan de essentie van een idee, een vluchtige blik op een nieuwe horizon. Voor Cioran is een aforisme – dat voor hem overeenkomt met de poëzie - iets dat gedijt op het lijden van het leven dat het beschrijft. Het drukt de essentie uit van wat het niet kan vatten of bevatten. Een aforisme is tot alles in staat; van het brengen van schaamte tot het opwellen van tranen. Het is het meest concrete van het abstracte dat men tracht te beschrijven. Het is in lijn met het leven; vluchtig en ongrijpbaar. Het is niet bezig met waar of vals aangezien het niet begrijpbaar hoeft te zijn. Het gaat ons ook geen revelatie geven, maar de troost ons in de diepte van onze insignificantie, van een triviale taal die ons noopt om te zwijgen. Het is een perfecte weerspiegeling van de intrinsieke leegte en vluchtigheid van ons bestaan. 
Door die vluchtige - maar ook paradoxale - aard van aforismen gaat dit vaak samen met de pessimistische traditie, zoals bij Nietzsche. Dit omdat een aforisme perfect overeenkomt met de pessimistische leer van het temporele; voor men het weet is het al voorbij. Het is de ideale vorm om te schrijven over het vluchtige en het moment dat zo weer voorbij is. Het is even paradoxaal als de gespletenheid van onze ervaringen. De ironie van aforismen is dat het een poging is om de kloof te overbruggen tussen de absurditeit van de wereld die we ervaren en de bijna ongrijpbare betekenis die verscholen zit in taal. Het is een instrument om de absurde wereld onder woorden te brengen; om de mogelijkheden maar ook limieten van de mens aan te kaarten. Iets dat Cioran maar al te handig vindt om zijn leven en denken over en in deze wereld te beschrijven.

## Ironie
Cioran heeft een eigen houding omtrent de filosofie die hij predikt. Een houding die niet zo vaak mee in acht wordt genomen wanneer het gaat over zijn ideeën. Ciorans filosofie wordt vaak beschreven als macaber en duister. Volgens Peter Sloterdijk is hij zelfs een ‘duistere Heidegger’. Wat mist bij vele van de beschrijvingen en interpretaties van Cioran is zijn spottend gebruik van ironie. Zijn fragmenten en aforismen hebben geen intonatie en men kan de zinnen al snel te serieus pakken en een morbide stempel op Cioran drukken. Maar wanneer we zijn interviews bekijken, wanneer we focussen op zijn persoonlijk leven en sommige aforismen bij elkaar nemen krijgen we te maken met een andere Cioran, een ironische Cioran. In ‘Bekentenissen en Banvloeken’ schrijft hij zelf: ‘Voor alles is een minimum aan onnozelheid vereist, voor bevestiging en zelfs voor ontkenning.’
Zelf lacht hij dan ook met de wereld, met de absurde conditie van de mens en met zichzelf. Voor hem is het een manier voor te leren omgaan met de realiteit, met zijn pessimistische waarheden. Volgens hem is het ofwel door humor of door geloof dat men omgaat met het lijden, en vermits Cioran het geloof verwerpt blijft er nog de humor over.  Het is voor hem de ideale pessimistische houding. Dit omdat wanneer we die waarheden te serieus nemen we wederom bezig zijn met iets van betekenis of waarde er in te zoeken. Ironie is voor Cioran een houding die deze waarheden versterkt. De spot drijven met een bestaan dat even onverschillig als ironisch is.
Cioran zelf waarschuwt wel voor het gevaar van ironie. Hij stelt dat ironie een kunst is om tijdig op te houden. Wanneer men de ironie opdringt, zal men met haar ten onder gaan. Hieruit kan er afgeleid worden dat Cioran pleit voor ironie volgens een gematigd gebruik. Wanneer men meer ironie in het werk giet, vervalt men in nihilisme.
Men kan er niet omheen Ciorans ironie in zijn werk en leven te spotten. Hij bespot het onverschillige universum in alles wat hij schrijft. Hij stelt dan ook, wanneer iemand hem vraagt waarom hij gestopt is met schrijven, dat hij het universum genoeg bespot heeft. 

## Een pessimistische diagnose

### Dood en temporaliteit
Cioran kwam ooit een boer tegen in zijn geboortedorp in Roemenië, terwijl er net op dat moment een begrafenis plaatsvond. De boer zei hierover: ‘Zo gaat het nu eenmaal... zo gaat het... zo gaat het.’ Cioran stelde achteraf dat de boer alles over de dood had gezegd wat men erover kon zeggen en weten. Vervolgens onderneemt Cioran dan toch meerdere pogingen om iets over de dood te zeggen.
Over culturen en historische tijdperken heen is het enige kenmerk van het leven dat iedereen deelt dat men doodgaat. De invulling ervan, de houding errond etc. kan verschillen van plaats tot plaats, van tijd tot tijd, maar dat men dood gaat is het meest universeel gedeelde kenmerk. Aangezien iedereen die bestaat of bestaan heeft het leven deelt, deelt men ook de dood,  omdat er geen dood is die onafhankelijk is van het leven. Er is geen dood als iets niets heeft geleefd, geen einde zonder begin.  Alles wat leeft dat men rond zich ziet; de bomen, de bloemen, gezichten, gaan op een dag hun einde tegemoet. Wat het leven creëert, zal de dood terug opeisen.Volgens de mens lijkt het alsof de dood enkel menselijk is. We zeggen nooit over en kat of paard dat het sterfelijk is. De dood is iets dat we delen met elk levend wezen, het is het bewustzijn van de onvermijdelijke dood dat uniek menselijk is. Enkel de mens is zich bewust van zijn temporele aard. Volgens dit bewustzijn van de dood zien we de absurditeit van het leven in. Op die manier verschillen een sterveling en een stervende volgens Cioran niet veel: de absurditeit van plannen maken in een onbestaande toekomst is in het tweede geval gewoon iets duidelijker. 
De dood toont ons, volgens Cioran, dat we ons niet van een toekomst kunnen verzekeren. Het is het bewustzijn dat de wereld begint en eindigt met ons. In dit proces begrijpen we onze vergankelijkheid; onze nietswaardigheid. Echter is de dood geen staat van zijn; het is net meest eigen aan de dood dat ze niets is, ze is de negatie van het leven en niets meer. Het is zonder essentie en substantie.  Cioran merkt hierbij op dat hij de idee van de dood ontleend aan de boeddhistische leerstelling van Nirvana zoals ook Schopenhauer dit doet. Hij stelt dat het ophouden te bestaan niets betekent, noch ooit iets kan betekenen. De dood is - in zijn woorden - ‘antimetafysisch propaganda van de begraafplaats’. 
Volgens dit inzicht is dood het lelijkste ding, in zoverre dat het een ding is - wat het dus niet is. Cioran stelt daarom dat we te allen tijde ons moeten weerhouden de dood te verheerlijken. Dit is een steek naar sommige religies die streven naar de dood gezien de belofte die hun gemaakt is van een hiernamaals. Voor de mens is de dood een romantisering van het leven; dat het leven eindig is geeft het een betekenis, een motivatie om ’s ochtends uit het bed te komen gezien onze dagen geteld zijn en we hier niet voor eeuwig zullen zijn. Onze temporaliteit is onze betekenisgever. Op die manier is het leven enger dan de dood. De dood is een zekerheid die we hebben. In die mate is de onbekendheid van het leven enger. Het is net die onbekendheid, dat mysterie, dat ons doet vastklampen aan het leven. Dit omdat het verlangen om te sterven te logisch en te effectief is, en menselijke wezens dat niet zijn. Wanneer men het leven een voorgefabriceerde betekenis en doel geeft, en men daarmee het onbekende doet verdwijnen, verliest het leven de aantrekking. Net zo verliest het leven de betekenis wanneer het niet temporeel, en dus eeuwig zou zijn. 
Volgens Cioran is de mens niet altijd bang voor de dood zelf, maar voor de dood in het leven; om niets te hebben bereikt. Cioran stelt: “Wie niet jong sterft, zal dat vroeg of laat berouwen.” En voegt hier een paar aforismen later nog aan toe: “Wie zichzelf overleeft, loopt zijn biografie mis. Uiteindelijk kunnen alleen afgebroken lotsbestemmingen als voltooid gelden.” De jonge Cioran had zelf een wens voor zijn dertigste te sterven, vandaar dat zijn grootste helden (Kleist, Nerval, Weininger,...) diegene zijn die zichzelf van het leven beroofd hebben. Later komt hij echter tot inkeer en schrijft hij tegen de daad van zelfmoord om dan uiteindelijk zelf tegen het einde van zijn leven aan een natuurlijk einde te komen.
In een andere passage wijdt hij de angst voor de dood toe aan de angst voor het niets dat de dood inhoudt. Dit omdat we vanuit ons bestaan het niet bestaan onmogelijk kunnen begrijpen. Vanuit onze temporaliteit kunnen we niet de eeuwigheid begrijpen. Dit omdat het eigen is aan het zelfbewustzijn om een tijdsbewustzijn te hebben, van waaruit het individu altijd verbonden is aan de temporaliteit en de eeuwigheid van de dood niet kan vatten. Zolang er een ik is dat bestaat, is er geen dood, maar wanneer de dood er is, is er ook geen ik meer. Cioran poneert hierdoor dat de kunst van het doodgaan niet geleerd kan worden, aangezien het ik in de dood verdwijnt.
Het bewustzijn van onze dood, van het uiteindelijke einde aan ons temporeel bestaan is niet altijd gemakkelijk om mee om te gaan. Zelfs al accepteren we de dood, we accepteren niet het uur van onze dood. Niemand voelt zich klaar om te sterven terwijl we eigenlijk vanaf onze geboorte elk moment klaar zijn om te sterven, i.e. vanaf dan kunnen we elk moment doodgaan. Dit uur lijkt altijd veraf te zijn; hoe kunnen we nu sterven als we net zoveel tijd hebben gespendeerd ons op te maken en een kostuum of jurk hebben aangetrokken? We ontkennen de dood door te vervallen in dagelijkse gewoontes; we kunnen toch niet plots doodgaan wanneer we naar de zwemles of tekenles moeten zeker? We zijn een wandelend lijk dat niet wil erkennen dat het een lijk is. 
De mens die hier niet mee kan omgaan tracht de eigen temporaliteit te overwinnen door te geloven in een oneindigheid; een hiernamaals; een leven in oneindigheid dat na de dood komt. Mensen willen vluchten in illusies om niet geconfronteerd te worden met het einde van hun bestaan. 
Het bewustzijn van de dood, van het einde van het leven, is voor Cioran niet iets macaber dat als een fatale zeis boven ons leven moet hangen. Hij stelt dat we hiervan bewust moeten zijn en dat dit bevrijdend werkt in het begin maar dat de gedachte aan de dood geen obsessie moet worden. Wanneer men wel in een gezonde mate van de dood bewust is, kan dit bevrijdend werken. Het kan helpen onze eigen banaliteit in te zien en niet te veel verwikkeld te geraken in vragen waar we geen antwoord op hebben of onnodige menselijke drama’s. Cioran stelt dat wanneer we even gekweld worden door tegenslagen, we naar een begraafplaats zouden moeten gaan opdat we geconfronteerd worden met de dood, die ons van de idee voorziet dat wij daar nog niet liggen en ons niet al te druk hoeven te maken. Een begraafplaats neemt zo onze metafysische zorgen weg. 
Deze fatale waarheid van de dood is wat ons leven zin geeft. Het ontneemt ons van een gevoel van significantie, van intrinsieke doelmatigheid en betekenis, maar voorziet ons van de kracht te denken dat het tijdelijke leven dan toch de moeite is, een schitterend toeval met een gelimiteerde tijd om zoveel mogelijk te ontdekken wat het bestaan.

### Antinatalisme
Ciorans focus ligt niet enkel op de dood, zoals zijn titel De l'inconvénient d'être né suggereert, hij legt ook een focus op het geboren zijn, of eerder wat daarvoor komt. Hij haalt het klassieke argument aan van in de tijd van de Griekse en Romeinse filosofen dat men het niets na de dood niet heeft te vrezen aangezien de mens voor de geboorte ook al eeuwig niets was. Cioran maakt komaf met dit argument dat volgens hem helemaal niet troostend werkt. Hij stelt dat we voor onze geboorte het geluk hadden niet te bestaan. Nu we eenmaal wel bestaan begrijpen we dat dit bestaan, de essentie van onze existentie, ons zal ontnomen worden.  Maar het gegeven dat we er ooit niet waren, dat we geen existentie kenden, dat er zelfs geen sprake is van een subject dat iets kan kennen, is het ongemak van geboren te zijn en in een bestaan geworpen te worden. We moeten plots niet alleen leren hoe te leven maar ook hoe we ons klaarmaken om terug in een niet-bestaan geworpen te worden. Seneca stelt we een heel leven leren hoe te leven maar ook een heel leven leren hoe te sterven. Het bestaan is slechts een intermezzo in het niet bestaan, een tijdelijkheid tussen twee eeuwigheden. Onze plek is ergens tussen zijn en niet-zijn, tussen twee ficties. Dat onze geboorte puur contingent was, maakt de acceptatie van het leven er niet beter op. Zeker aangezien het geen noodzakelijkheid is, maar van zodra het zich voordoet zich vastklampt aan het leven en er richting probeert in te zoeken alvorens het alweer wordt afgenomen door de dood. Hieruit leidt Cioran af dat men geen zelfmoord moet plegen maar dat het in het geheel beter was nooit geboren te zijn geweest. Dat is het grote ongemak van geboren te zijn. 
Dit ongemak van onze geboorte geeft Cioran ook de idee dat we niet naar onze dood toewerken, maar wegvluchten van de ramp van onze geboorte. De angst voor de dood is volgens hem niet meer dan de angst die origineert van bij onze eerste confrontatie met het bestaan dat we in de toekomst projecteren. Hij concludeert dit idee door te stellen dat het beter is nooit geboren te zijn geweest, maar dat we - eenmaal geboren - geen andere keuze mogen hebben dan het leven toch aan te gaan. 

### Een onverschillig universum
Een van de belangrijkste thema’s van het pessimisme is de idee dat er geen bovennatuurlijke rechtvaardiging van het leven bestaat. Dit idee werd prominent uitgewerkt bij Nietzsche wanneer hij stelt dat God dood is. Dit idee impliceert dat, gezien er geen bovennatuurlijk principe is, de mens is overgeleverd aan een onverschillig universum dat geen intrinsieke betekenis of doel voorziet. Cioran stelt dat we leven in een eenzaam universum dat correspondeert met de eenzame mens, ontnomen van betekenis en zin. Er is geen groter plan waar we deel van zijn, geen rechtvaardige balans in de wereld voor de verdeling van geluk en lijden; alles is even arbitrair en contingent. Hiermee kaart Cioran aan dat er bijgevolg geen mogelijkheid is om een ethiek te baseren op een absoluut principe. Tegenover een onverschillig universum zijn ethische principes even leeg.  Er is geen valide criterium om moraliteit en betekenis op te baseren; in die afwezigheid van hiërarchie heeft alles dezelfde waarde en is alles even waardeloos.
Tegen de grootte van dit onverschillig universum zijn wij nietswaardig. Het universum geeft niets om ons, we zijn minder dan een figurant in het tandwiel des tijds gezien ons vluchtig temporeel bestaan. Voor Cioran geeft dit reden om te geloven dat we een mislukt project zijn in een mislukt universum. Ons leven lijkt niet meer dan een vergissing aangezien het contingent is; we hadden er evengoed niet kunnen zijn en het had niet uitgemaakt. Cioran leidt hieruit af dat het bestaan bijna even absurd is als de tegenhanger; misschien zelfs nog absurder. De mens kan niet buiten zijn eigen noodzakelijkheid denken, gezien het onvatbaar is te denken dat men evengoed niet had kunnen bestaan. Zelfs al zouden we dit begrijpen, we kunnen niet om de indruk heen dat ons eigen leven het enige is waar we zeker van zijn. Het leven houdt zichzelf in stand door het irrationele; de absurde idee dat wij noodzakelijk waren en toch zonder reden. Dit paradox komt in verschillende vormen terug. We hebben het gevoel alles te zijn maar hebben het bewijs dat we niets zijn. We voelen de noodzaak een doel te hebben terwijl er geen enkele legitimatie is voor de significantie van ons doel. De mens heeft nood aan betekenis maar toch is elke betekenis belachelijk wanneer we dit onverschillig, arbitrair universum in acht nemen. In die zoektocht naar betekenis, wanneer we op de pieken van wanhoop hebben geleefd, is het enige antwoord dat we krijgen, de enige realiteit: stilte. De tijd is niets meer dan een langer wordende geschiedenis van leegte. Uit de confrontatie met de onverschilligheid van de wereld kan niemand ooit gelukkig worden. Het geeft aanzet tot de idee dat niets nog uitmaakt.
Tegenover de mens die in fictie of illusie (wat volgens Cioran vaak religie is) vervalt, wil Cioran bewust blijven van dit ondragelijke besef. Het is voor hem ook een motivatie om de filosofie te verwerpen. Volgens hem komen bijna alle filosofen uit bij een goed einde, een happily ever after. Volgens Cioran kunnen we het onverschillige bestaan niet zomaar ontwijken door verklaringen. Volgens hem kunnen we de gedoemde conditie enkel ondergaan, we kunnen het haten of liefhebben, adoreren of er schrik van hebben, maar ertegen ingaan kunnen we niet. De verklaringen van de filosofie brengen ons niet dichter bij het vinden van betekenis in die mate dat de mens niet redeneert over het universum maar het beleeft. Volgens Cioran kunnen we bijgevolg iets meer authentiek leven als we niet vluchten in ijdele verklaringen of illusies maar de filosofie van grote verklaringen een einde toe roepen. We dienen niet langer de wereld verbaal en theoretisch uit te drukken want dit onthult niets over het onuitdrukbare leven dat we hebben. Cioran wil daarom ook geen filosofie van verklaringen zijn. Hij wil niet, zoals Schopenhauer of Nietzsche en alle andere een remedie op onze conditie poneren, hij wil louter een diagnose stellen, de mens vertroosten. Het maakt hem de ideale pessimist niet op zoek te gaan naar een antwoord op de menselijke conditie maar een manier te poneren ermee te leren omgaan en zijn filosofie troost te laten brengen.
Deze idee van Cioran roept voor vele een nihilistisch beeld op. Echter is het voor Cioran verre van dat. Cioran roept op om te leven, ongeacht de afwezigheid van (bovennatuurlijke) betekenis. Hij promoot een leven zonder doelen of idealen, zonder betekenis, louter omwille van de vreugd te leven. Hij verwerpt het leven niet als waardeloos en wil zich er niet van terugtrekken.  Cioran wil dat we de vrijheid en kracht van de leegte gaan inzien. De vreugd van een onwaarschijnlijk, maar schitterend toeval te zijn dat evengoed niet had kunnen zijn. Hij wil dat we de kosmische anarchie liefhebben en er mee tot het volste leren te leven. Eenmaal we de hoop van een fictie hebben opgegeven kunnen we naar iets mythisch hoger gaan. Cioran wenst dat we opstijgen in de leegte, in de kosmische onverschilligheid. Ciorans filosofie is op die manier een ‘You are here!’ poster, zo’n poster waar een foto van een heelal staat met een pijltje dat naar onze aarde wijst, die minder dan een stip groot is. Het besef van ons onverschillig leven kan ons helpen om zich niet te druk maken in het leven, om te leren begrijpen dat men het allemaal niet te serieus moet nemen en dat men zich niet moet laten kwellen door onnodige menselijke drama’s.
Toch geeft Cioran ook aan dat men niet continu met de leegte geconfronteerd kan worden, omdat men zo in een wanhopig ongeluk valt. Hierdoor kaart Cioran aan, contradictorisch op zijn eulogie over de verwerping van betekenis en het leven zonder betekenis te beleven, dat mensen betekenis nodig hebben. Gezien zijn stug geloof in de afwezigheid van betekenis kaart hij aan dat elke betekenis een illusie is, een fictie. Ook al verwerpt hij het geloof in illusies om de onverschillige realiteit te kunnen aanschouwen, het gegeven dat we eindig zijn geeft de noodzaak tot betekenis die we niet onbeantwoord kunnen laten. Hij kaart daarom aan dat het vinden van een individuele betekenis niet altijd een slecht gegeven is. Hij stelt dat we kunnen doen alsof er betekenis is, waar er initieel geen is. Zelfs al is alles nutteloos en betekenisloos, als we lang genoeg doen alsof dit niet het geval is, dan kunnen we ons, met ironie en humor, ten minste dichter bij de kosmos -die metafysisch zwijgt - voelen.

### Futiliteit
In zijn filosofie, maar ook in zijn persoonlijk leven was Cioran bijna geobsedeerd met zijn missie om te falen, wat volgens hem in lijn is met de leegheid van het onverschillig universum. Voor hem is het zo dat als er geen intrinsiek doel is aan ons bestaan, we ook niets kunnen doen om nuttig te zijn. Hij poneert dat of we nu succes in dit leven hebben of dat het een grote mislukking was, het komt allemaal neer op hetzelfde, we belanden allen in een graf; boven of onder elkaar, de ene al sneller vergeten dan de andere. Voor hem is er bijgevolg geen hiërarchie in waarde; alles heeft dezelfde waarde en is even waardeloos. Dit doordat de mens doodgaat in een onverschillig universum dat leven noch dood van betekenis voorziet. Falen of succes hebben is dus van geen onderscheid en even nutteloos voor zo’n universum. Ondanks deze stelling hecht Cioran toch een grotere waarde aan het falen omdat de achterliggende motivatie meer in lijn is met de essentie van het onverschillig universum en onze temporele aard. Het falen is voor hem leven volgens de irrationaliteit. Geen enkel streven of actie heeft betekenis. Daarom is het futiel toch te pogen te streven naar succes. Men faalt beter, gezien dat men dit doet zonder zich vast te klampen aan de illusie dat het beter wordt. Cioran stelt dat we een held die sterft zonder overtuiging enkel kunnen bewonderen. Echter geeft hij bescheiden toe hier zelf niet altijd aan te kunnen voldoen. Hij poogt de illusionaire redenen die mensen gebruiken aan de kant te gooien om hun bestaan te justifiëren maar betrapt zichzelf erop in dezelfde verwarring me te draaien; even dwaas en even leeg als de rest, zoals hij over zichzelf beweert. 
Echter pleit Cioran er niet voor het streven af te zweren, zoals Schopenhauer dat wel wenst; hij pleit ervoor om het streven naar succes achterwege te laten en te streven naar de mislukking die we zijn. Tegen de nihilistische idee van Schopenhauer in stelt hij dat we zo niet kunnen leven. Cioran stelt dat de mens niet dapper genoeg is om de consequenties van deze waarheden na te leven. Niemand heeft het lef om niets te doen gezien de kennis dat alle daden toch zinloos zijn. We kunnen niets anders doen dan handelen. Hij wil dat we niet vervallen in een nihilisme of scepticisme; dat we ondanks de paradoxen toch nog een soort van betekenis geven aan het streven. Hij erkent dat het streven nutteloos is maar we niet omheen de menselijke nood kunnen om toch te streven naar iets. Dit streven naar mislukking is volgens hem beter dan streven naar succes, omdat hij gelooft dat alles wat we hebben bereikt vrij snel vergeten wordt. Na een tijd begint het zelfs in herhaling te vallen. Het falen daarentegen, zelfs al herhaalt het zichzelf, is altijd een nieuwe soort, ergo een nieuwe waarde voor onze individualiteit.
Zelfs al heeft hij heel zijn leven gepoogd iets anders dan Roemeens te zijn, de fascinatie voor het nietsdoen van het Roemeense volk dat hij heeft opgescharreld aan de universiteit in Roemenië, blijft hem heel zijn leven bij en is het biografische grondprincipe voor zijn drang te falen.Zijn levensproject om te falen, waar zijn filosofie rond gecentreerd is, bepaalt heel zijn leven; hij zal er maar één echte job ooit als leerkracht aan overhouden en voor de rest als parasiet leven van studentenmaaltijden, gratis lunch van vrienden, een brak appartement en zelfs van het eten van de orthodoxe kerk, niettegenstaande hij een kleine antichrist is. Het enige falen waar hij zich tot zijn dood voor zal schamen is zijn jonge politieke interesse in het naziregime en de IJzeren Garde. Hij stelt dat in vergelijking met dit, al de rest werkelijk heeft gefaald.

### De verwerping van een historisch doel
Voor Cioran geldt de nutteloosheid van het streven niet enkel voor de individuele mens maar ook voor de maatschappij als geheel, beschouwd vanuit de geschiedenis. Cioran stelt dat we doorheen de tijd zelfbewust en intelligent zijn geworden. Hij zou graag terugkeren naar de staat van het onbewuste niettegenstaande hij weet dat dit niet kan. Het is een nostalgie naar de dierlijke conditie. Dit idee is voor ons, de zelfbewuste mens, gekoppeld aan het begrip van onze eigen dood en bijgevolg van onze temporaliteit. Om te leren omgaan met de conditie van tijdelijkheid in een verder lineaire, eeuwige tijd verzinnen we de notie van een doel, van een lot. We wanen ons een lot om het lijden te verklaren en de dood te overwinnen door dit lot te zien als een deel van het historische traject. Maar tegen dit idee in stelt Cioran in dat het individu helemaal geen deel uitmaakt van een historisch doel; het universum begint en eindigt bij elk individu. Hiermee bedoelt Cioran dat een individueel leven niet de functie heeft een rol doorheen de geschiedenis op te nemen. De waarde van ons leven ligt in het moment tussen geboorte en dood en verder (of eerder) is er niets. Van Cioran dienen we ons ervan te weerhouden in een idolatrie te vervallen dat onszelf zou projecteren in een historisch project. Net als de pessimistische idee is voor Cioran een positieve hoop naar de toekomst altijd een teleurstelling, gezien dat het nooit de optimistische verwachting kan inlossen.
Elke historisch periode door het “civilisatieproces” heeft eigen antwoorden en verklaringen op het mysterie van het universum trachten te formuleren. Maar ondanks die poging is niemand verzadigd, dit omdat het onbekende onaangeroerd en onverklaard blijft. Elk systeem doorheen de geschiedenis is een gefaalde poging. En toch is het zo dat elke nieuwe generatie hun poging het beter te doen dan de voorgaande uiteindelijk even hard faalt en in verval gaat om weer overgenomen te worden door een ander systeem. Hij maakt hier komaf met een beeld van een historisch doel als zodanig. Elke tijd staat op zichzelf en ondanks dat het reageert op de vorige tijd, is de geschiedenis geen cumulatief proces. Cioran kaart aan dat kennis niet veranderlijk is, het kennis - en geloofssysteem daarentegen wel. Hiermee bedoelt hij dat we nog steeds dezelfde vragen stellen en ondanks dat er een ogenschijnlijk verschillend antwoord gegeven wordt, is enkel het decor veranderd. Voor hem is het zo dat er nooit een nieuw probleem is, enkel hetzelfde probleem dat zich in elke historische tijd herhaalt en waar men in die tijd denkt het ultieme antwoord op gevonden te hebben. Voor Cioran kan filosofie niets aan het antwoord bijdragen. Hij stelt zelfs dat het probleem van de fictie van een historisch doel ontstaan is door een filosoof, genaamd Georg Wilhelm Hegel. Hegel was volgens Cioran verantwoordelijk voor dit modern optimisme. Hegel stelde dat de geschiedenis historisch gezien zich dialectisch ontwikkeld om uiteindelijk zichzelf te vervolledigen eenmaal dit doel bereikt was. Maar dit idee is vanuit het pessimistische gedachtegoed volledig misplaatst gezien dat niets zich vervolledigd heeft en dat ook nooit zal doen. 
Cioran stelt dat elke periode de overtuiging over de wereld volledig veranderd en iedereen in die tijd dat gelooft aangezien men niet anders dan kinderen van de eigen tijd zijn. Tegen de idee van een historisch doel stelt Cioran dat er een vrijheid te vinden is in de afwezigheid ervan. Men kan luchtiger door het leven gaan wanneer men niet conform moet zijn aan een historisch proces waar men de eindmeet moet halen om naar een hoger niveau gebracht te worden. Men hoeft geen rekening te houden met het verpletterd gewicht van een historisch doel, want het bestaat niet. Men is vrij het eigen leven te schikken.

### Lijden
Cioran valt direct met de deur in huis door te stellen dat het leven lijden is zonder excuus. Cioran poneert dat we, aangezien we bewust zijn van onszelf, ook bewust zijn van dit lijden. Het is er zelfs een vereiste voor. Dit is doorheen de tijd altijd hetzelfde geweest maar in andere vormen. De ene keer is het door een hartbreuk, de andere door een sterfgeval. Het lijkt iets anders te zijn maar telkens toont het zichzelf slechts als een andere vorm van hetzelfde lijden. Samen met het ontstaan van het menselijk lijden, ontstond ook de drang het te justifiëren. Net als het eeuwige lijden van de mens is er een eeuwige zoektocht naar de justificatie van dit lijden. Mensen poogden dit in een bovennatuurlijk principe te vinden. Men kon niet om met de idee dat het lijden tot niets diende, het zou ergens voor moeten staan; voor een God, een hemel, een wedergeboorte.
Cioran spreekt die futiele bedoeling tegen wanneer hij zegt dat het leven lijden is zonder excuus; er is geen valide justificatie van het lijden. Het is arbitrair en zonder doel. Lijden kent geen hiërarchie van waarden. Een ander kenmerk van het lijden is dat het niet schuw is voor herhaling en er geen limiet op staat. Men kan op de ene dag een vader verliezen en op de volgende een moeder; zonder reden en zonder wetten. Men kan van de ene ontreddering in de andere vallen. Cioran maakt hierbij de opmerking dat hoe meer iemand heeft geleden hoe minder eisen of verwachtingen deze nog heeft voor het leven.
Het lijden klinkt wreed, maar dat is het niet want het werkt wetteloos en doelloos. Cioran erkent dit lijden van zovele mensen als deel van het leven, even doelloos en betekenisloos als wij allemaal. In de lijn van Kierkegaard en de existentialisten legt hij de focus op het individueel lijden en beschrijft dit lijden als authentiek. Ondanks dat het lijden universeel voorkomt, lijdt iedereen aan eigen drama’s en op eigen manieren. Wanneer het individu authentiek lijdt komt deze tot de essentie van het lijden. De manier om tot het universele te komen is bijgevolg door zich exclusief bezig te houden met zichzelf. Maar ondanks de afwezigheid van enige vorm van legitimatie achter het lijden is er een vrede te vinden in de eenzaamheid van ons lijden. We kiezen zelf waar en wanneer we het uitdrukken en kunnen momenten nemen om onszelf in ons lijden te begrijpen en te consoleren. Over dit lijden uitdrukken schrijft Cioran dat we dit in kunst kunnen doen; in schilderen, in schrijven, in muziek etc. Desondanks zijn mensen meer op zoek naar hun lijden te onderdrukken in plaats van uit te drukken. Mensen zoeken artificiële manieren om met hun lijden om te gaan: ze vliegen in de alcohol, vluchten in seksuele fantasieën, grijpen naar drugs, gaan op in de massa, ... De manieren zijn eindeloos. We dienen volgens Cioran dit lijden te accepteren als deel van het leven en deel van de manier om onszelf te begrijpen en uit te drukken. Dat we het lijden moeten liefhebben en er schoonheid in moeten vinden, zoals Nietzsche poneert, is dan wel weer een trap te ver voor Cioran.
Dit lijden veroorzaakt volgens Cioran drie stemmingen: 
- Verveling: wanneer niets nuttig is, dreigt er volgens Cioran verveling. Verveling is een gevoel dat het naakte menselijk bestaan representeert: bestaande in de tijd, maar zonder de illusie die we gebruiken om ons te beschermen van de implicaties van die conditie. Het toont ons lichaam en de leegte van de wereld. Wanneer we ons vervelen begrijpen we dat alles wat we doen niets uitmaakt en niets doen evenzeer niets betekent. De verveling is de ziekte van leegheid. Het ontneemt ons van de mogelijkheden de leegte kunnen vullen, van onze illusies. Het creëert een beeld van een onverschillige werkelijkheid die niet meer te ontwijken valt. We trachten er dan ook alles aan te doen om onszelf bezig te houden zodat we ons niet kunnen vervelen en geconfronteerd worden met de nakende realiteit.
- Wanhoop: Dat er geen bovennatuurlijk doel is, geen intrinsieke betekenis aan onze levens, roept een gevoel van onmacht op; van wanhoop. Men weet niet wat men moet aanvangen met zo een wereld, wat de eigen positie is en hoe men toch nog iets kan maken van dit leven. De wanhoop is niet weten wat te doen met jezelf in een wereld die niet geïnteresseerd is in jou. Wanhoop reikt zo diep dat het lijkt het einde te zijn. Het is dan ook altijd gevolgd door een staat van angst hier niet uit te geraken. Daarnaast creëert wanhoop een angst gek te worden van de onoplosbare confrontatie. Doordat het zo diep reikt en zich complex opstelt is wanhoop altijd sterker dan geluk. Wanhoop is zelfs sterker dan twijfel aangezien men kan twijfelen maar zich nog steeds bezighouden met dagelijkse taken terwijl wanhoop ons ervan weerhoudt normaal te participeren in de wereld. Twijfels kunnen bovendien weggenomen worden door zekerheid terwijl wanhoop altijd - zelfs met antwoorden - een angst zal behouden.
- Melancholie: melancholie ontstaat wanneer het leven onzeker en problematisch is. Het is een gevoel dat niet gaat over een subject of object maar over de oneindigheid; een gevoel dat je overvalt en je verwijdert van je plaatselijke omgeving. Het brengt ons dichter in onszelf en daarmee ook naar onze alleenheid. Het is niet zomaar een negatief gevoel; het is een esthetisch gevoel dat een deken van vreemd comfort over de wereld legt. Het is een esthetisch, droomachtige stemming die zaken selecteert die bij het subjectieve passen. Het is een gevoel dat het leed en de confrontatie met de staat van de wereld kan consoleren.

## Een existentiële remedie

### Zelfmoord
De vraag die zich opdringt na het lezen van Ciorans ideeën is: ‘Waarom jezelf niet van kant maken?’. Dit samen met de vraag waarom Cioran dit zelf niet gedaan heeft. Vooraleer hier antwoord op kan worden gegeven, dient er worden teruggeblikt naar twee momenten uit Ciorans leven. Het eerste moment is wanneer hij een jonge twintiger was, en zoals hierboven beschreven, gefascineerd door helden die zichzelf van het leven hebben ontnomen. In Le Mauvais Demiurge schrijft hij dan ook dat zelfmoord de enige redding is; het is het summum van verlossing. Hij had zelf een droom om voor zijn dertigste zich van het leven te ontnemen maar liet dit idee met de jaren los. Net voor zijn natuurlijke dood zal hij nog eens terugkomen op de zelfmoordgedachte om zich ervan te weerhouden in de vergeetput van dementie te vallen. Die zelfmoordpoging, die hij samen onderneemt met zijn partner Simone Boué, mislukt en hij zal uiteindelijk op late leeftijd ten gevolge van ouderdom sterven.
Cioran is niet de enige pessimist die zich met de vragen omtrent zelfmoord bezighoudt. In Camus’ essay ‘de mythe van Sisyphus’ is zelfs de vraag omtrent zelfmoord de eerste zin van het werk. Ook Schopenhauer schreef over dit onderwerp. Voor hen is het duidelijk dat suïcide geen optie is, meer nog; het druist tegen hun filosofie in. Ook voor Cioran is zelfmoord verwerpelijk. De idee van zelfmoord daarentegen is voor Cioran van ontzettend nut. Hij stelt zelfs dat het leven een staat van niet-zelfmoord is. Een ironische Cioran merkt humoristisch op dat wanneer men zich van het leven berooft, men zichzelf de mogelijkheid misgunt er de spot mee te drijven. Daarbovenop vermoorden we onszelf toch altijd te laat. Hiermee bedoelt Cioran dat we al hebben geleden en een verlossing van het lijden steeds te laat komt aangezien het lijden al heeft plaatsgevonden. Hier voegt hij aan toe dat de daad de gedachte zou tegenspreken aangezien de verwezenlijking van de daad, het niet langer bestaan, de gedachte zou doen oplossen en er dus geen reden meer zou zijn om het te hebben gedaan. Zuchtend moet hij hier wel aan toevoegen dat het even onlogisch is om zelfmoord te plegen als om het niet te doen. 
Diegene die wel zelfmoord plegen zijn voor Cioran ‘lafaards’: zij vinden rechtvaardigingen om hunzelf van het leven te beroven. Ze hebben het leven in zichzelf opgegeven. Maar om jezelf van het leven te beroven door erin teleurgesteld te zijn impliceert dat men verwachtingen had die het leven niet heeft kunnen vervullen. Wanneer Cioran zichzelf de vraag stelt waarom hij geen zelfmoord pleegt, antwoordt hij ironisch dat hij even ziek is van de dood als van het leven.
Zoals vermeld heeft de idee van zelfmoord Cioran op been gehouden. In een interview in 1973 stelt Cioran dat zonder de idee van zelfmoord hij zichzelf al lang van kant had gemaakt. Hij stelt dat we doorheen dit mislukt universum nog steeds de vrijheid hebben om onszelf van het leven te beroven. Die vrijheid is een kracht, een kracht waarmee we zelf de controle over het leven nemen door te kiezen het niet te doen. Het vermogen om zelfmoord te plegen kan niemand ons ontnemen. Het is volgens Cioran onze superkracht. Door die mogelijkheid te vatten nemen we radiaal controle over ons eigen bestaan (of niet bestaan) en is iemand absoluut zichzelf. Zelfmoord zelf is verwerpelijk, omdat je een optimist en lafaard moet zijn het leven hier achter te laten in de hoop op iets beter. De idee van zelfmoord kan volgens Cioran dienen als een hulpmiddel dat we altijd nog ons eigen leven in handen kunnen hebben.

### Verlossing
Cioran wijdt zich aan de laatste pessimistische vraag; wat kunnen we doen aan onze conditie? Cioran wil allereerst dat we de hoop verwerpen. Hoop is voor hem een attitude van optimistische verwachtingen die alleen maar teleurstelling kunnen oproepen aangezien de wereld niet zo gelukkig is als men hoopt. Er is geen hoop op redding uit onze situatie. Redding is een religieuze notie die stelt het ergens anders beter kan zijn (meestal in een leven na dit leven). Maar voor Cioran is de notie van ‘redding’ iets waarmee men het leven ontkent: men verdoemt dit leven in de hoop dat er een beter leven is na de dood. Cioran gelooft niet in een leven beter dan dit. Daarbovenop stelt hij dat de notie redding meestal gaat over ‘redding van het lijden’ waarbij de verleiding om dit lijden te doen ophouden ook een verleiding is om niet te bestaan aangezien het lijden deel is van het bestaan. Cioran verzet zich daarom tegen de (vooral christelijke) notie van redding en tegen de nihilistische resignatie van Schopenhauer.
Hij stelt dat de enige permanente oplossing op het leven oftewel ophouden met bestaan is of om onze menselijke aard van zelfbewustzijn te verliezen ten voordele van een vegetatieve staat. Dit laatste gaat samen met Ciorans opvatting dat men kennis niet meer ongedaan krijgt; het is een eenrichtingsstraat. Eenmaal men de wereld zo pessimistisch heeft gezien, kan men hier niet zomaar van terugkeren. Een ander argument van Cioran voor het gebrek aan het bestaan van redding is dat we vastzitten tussen een verschijning en het niets waar elk streven nutteloos is, dus ook het streven naar redding. We bestaan en weldra komt de afwezigheid van het bestaan. In die tussentijd, in de tijd van kortstondig bestaan is er geen doel waar we naar kunnen streven en bijgevolg ook geen redding. Maar toch, geeft Cioran toe, lijkt het alsof alleen dit streven tot bedaren kan brengen. Cioran begrijpt dan ook waarom mensen de notie van verlossing nodig hebben. De drang naar redding, beweert Cioran, komt door de angst voor het nihilisme. Ze hebben schrik geen reden meer te vinden om het leven nog te willen leven. Elke tijd tracht een eigen antwoord of verklaring te geven voor de stilte van het universum, die niet stil is, maar louter leeg. Mensen durven niet in de leegte te staren, volgens de leegte te leven, dus gaan ze op zoek naar een betekenis, een illusie die hen kan verlossen van de angst voor waardeloosheid. Ze creëren de illusie van onsterfelijkheid om hun eigen dood te overwinnen en er een gevoel van significantie op na te houden.  Enkel zo lijkt het leven leefbaar. Die mystificaties zijn de illusies of fictieve doctrines die we het leven toeschrijven. Maar volgens Cioran zijn illusies niet bevredigend, omdat die niet het antwoord zijn op de leegte en daarom altijd een gevoel van onpassendheid behouden. 
Paradoxaal genoeg is het de idee van de afwezigheid van verlossing dat ons verlost. Hiermee bedoelt Cioran dat de zoektocht naar verlossing (en bijgevolg moeten voldoen aan de eisen om verlost te worden) een zware last op de schouders kan leggen. Bijvoorbeeld volgens het Christendom moet men deugdelijk leven, elke dag opnieuw om de genade van God bidden etc. Dit allemaal om verlost te worden. Volgens de gedachte van Cioran is het bevrijdend om, net als bij het historisch doel, niet meer conform te moeten zijn aan een bovennatuurlijk of groter project. Zonder betekenis en verlossing kan men leren de kosmische anarchie lief te hebben, dusdanig niet langer op zoek moeten gaan naar het vullen van leegte met zaken die nooit volledig bevredigend zijn maar even vluchtig leven als we dat zelf zijn.
Met bovenstaande gedachte wil Cioran een filosoof van diagnose zijn, niet van remedie. Hij komt niet af - zoals Nietzsche, Schopenhauer of de existentialisten - met een nieuwe manier om betekenis te vinden. Hij diagnoseert ons en poogt ons een manier aan te leren van omgang met deze diagnose, wat geenszins hetzelfde is als een remedie op de diagnose geven. Die manier van omgaan met onze conditie moet volgens Cioran uit onszelf komen, niet van een doctrine of kant-en-klaar systeem van betekenis. We dienen – in de afwezigheid van een formule voor verlossing - te leven volgens onszelf. Dat het leven geen bovennatuurlijke betekenis heeft in combinatie met ons temporele aard geeft aanzet tot stoppen met onvergankelijke zaken na te jagen. Er is geen verlossing nodig wanneer men ook niet zichzelf in een eeuwige tijd plaatst. Als men accepteert dat men er op een dag niet meer is, eerder vroeger dan later, kan men op zoek gaan naar de betekenis die even vergankelijk is als het moment. Net zoals onszelf is er geen eeuwige betekenis, maar net daarom, gezien vanuit onze temporele aard, kunnen we het leven volgens de vluchtige betekenis beleven. Er is geen permanente redding maar we kunnen wel een manier vinden om in het moment om te gaan met de staat van de wereld, en dus in het vluchtige onze redding in vinden.  Men kan iets tijdelijk vinden om het leven de moeite waard te maken, een ‘verdedigbare illusie’ die geen oplossing is voor de leegte van het onverschillig universum maar wel een manier is om er mee om te gaan. 